# کمیل (فیلم ۱۹۲۶)
کمیل (انگلیسی: Camille) یک فیلم صامت آمریکایی در سبک درام به کارگردانی فرد نیبلو است که در سال ۱۹۲۶ منتشر شد.

## بازیگران
- نورما تالماج
- گیلبرت رولان
- لیلیان تاشمن
- رز دیون
- الک بی. فرانسیس
- ماوریس کاستلو
- هاروی کلارک